# 綾目広治
綾目 広治（あやめ ひろはる、1953年12月3日 - ）は、日本の日本近代文学研究者。ノートルダム清心女子大学教授。

## 経歴
広島市生まれ。京都大学経済学部卒業。広島大学大学院文学研究科博士課程中退。1983年広島文教女子大学講師、1986年ノートルダム清心女子大学助教授、教授。小畑精和、高良留美子、原仁司らと「千年紀文学の会」会員。「試想」同人。

## 著書
- 『脱=文学研究 ポストモダニズム批評に抗して』日本図書センター 1999
- 『倫理的で政治的な批評へ 日本近代文学の批判的研究』皓星社 2004
- 『批判と抵抗 日本文学と国家・資本主義・戦争』御茶の水書房 2006
- 『理論と逸脱 文学研究と政治経済・笑い・世界』御茶の水書房 2008
- 『小川洋子 見えない世界を見つめて』勉誠出版 新鋭作家論叢書 2009
- 『反骨と変革 日本近代文学と女性・老い・格差』御茶の水書房 2012
- 『松本清張 戦後社会・世界・天皇制』御茶の水書房 2014
- 『教師像 文学に見る』新読書社 2015
- 『柔軟と屹立 日本近代文学と弱者・母性・労働』御茶の水書房 2016

### 共編
- 『文学に見る経済・労働・格差』大和田茂、鈴木斌共編 冬至書房 2008
- 『コレクション・モダン都市文化 97 東南アジアの戦線』編 ゆまに書房 2014